# Malik Monk
Malik Ahmad Monk (Jonesboro, Arkansas; 4 de febrero de 1998) es un baloncestista estadounidense que pertenece a la plantilla de los Sacramento Kings de la NBA. Con 1,91 metros de estatura, juega en la posición de escolta.

## Trayectoria deportiva

### Primeros años
Asistió en su etapa de instituto al Bentonville High School de Bentonville, Arkansas, donde en su temporada júnior promedió 28,6 puntos, 7,6 rebotes y 4,4 asistencias por partido, disputando tanto el McDonald's All American Game, donde ganó el concurso de triples, como el Jordan Brand Classic, donde fue elegido co-jugador del partido junto a su compañero posteriormente en Kentucky De'Aaron Fox.

### Universidad
En noviembre de 2015, Malik anunció a través de su cuenta de Twitter que continuaría su carrera en los Wildcats de la Universidad de Kentucky, tras una dura batalla por su reclutamiento con la Universidad de Arkansas. El 17 de diciembre de 2016 anotó 47 puntos en la victoria ante North Carolina, estableciendo el récord de la universidad de anotación para un jugador de primer año. Acabó la temporada promediando 19,8 puntos, 2,5 rebotes y 2,3 asistencias por partido, siendo elegido debutante y Jugador del Año de la Southeastern Conference. Además fue incluido en el segundo mejor quinteto consensuado All-American.
Al término de su primera temporada como universitario, anunció que renunciaba a los tres años que le quedaban para terminar la carrera para presentarse al Draft de la NBA.

#### Estadísticas
| Año     | Equipo   | PJ | PT | MPP  | %TC  | %3P  | %TL  | RPP | APP | ROB | TPP | PPP  |
| ------- | -------- | -- | -- | ---- | ---- | ---- | ---- | --- | --- | --- | --- | ---- |
| 2016–17 | Kentucky | 38 | 37 | 32.1 | .450 | .397 | .822 | 2.5 | 2.2 | .9  | .5  | 19.8 |

### Profesional

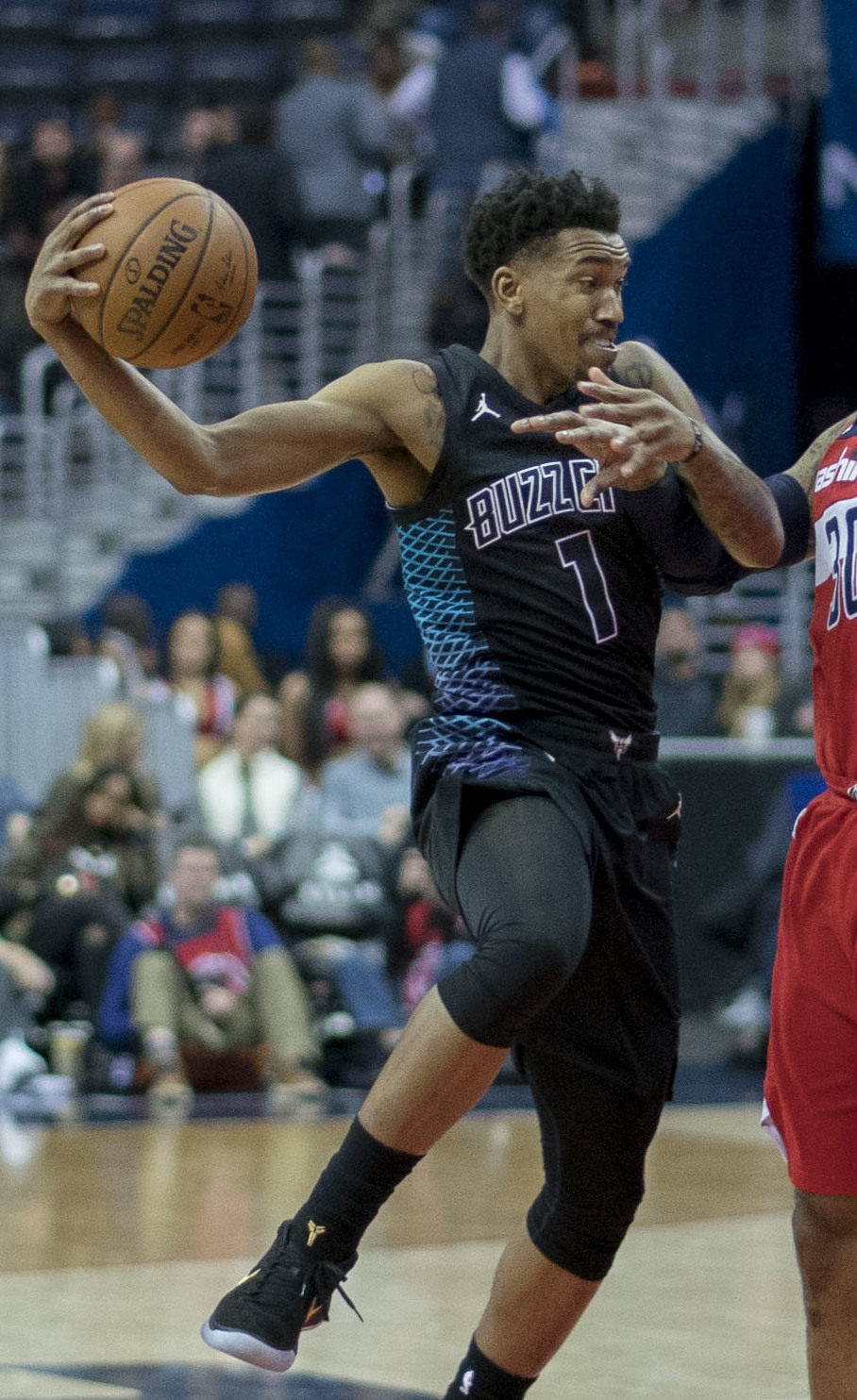
Monk con los Hornets en 2018.

Fue elegido en la undécima posición del Draft de la NBA de 2017 por los Charlotte Hornets. Debutó el 18 de octubre en un partido ante Detroit Pistons, logrando 3 puntos y 1 asistencia.
En su tercera temporada, en febrero de 2020, la noticia de la "suspensión de Malik Monk en la NBA" surgió después de que los informes sugirieran que su suspensión correspondía a un jugador en la etapa 1 del programa de abuso de drogas. Según algunos medios, Malik Monk habría consumido cocaína, lo que provocó su suspensión. La suspensión llegó dos semanas antes de la suspensión de la temporada por Covid-19, el 11 de marzo. Monk fue suspendido por la liga indefinidamente. El comunicado de la liga señalaba que no podría volver hasta que cumpla plenamente con el programa antidroga de la NBA. Pero se perdió un total de ocho partidos debido a la suspensión.
En junio de 2020, no estaba claro si Monk cumplió plenamente con las políticas de la liga en materia de drogas. El GM de los Hornets, Mitch Kupchak, dijo: "Él (Malik Monk) pasó por su programa, y mi entendimiento fue que se reintegró lo antes posible. Ha estado en nuestras instalaciones y ha participado en todas las actividades del equipo." Kupchak añadió además que Monk estará de vuelta con el equipo cuando la franquicia reanude su rutina de entrenamiento formal. El entrenador de los Hornets, James Borrego, se refirió a la noticia de la reincorporación de Malik Monk afirmando que será bienvenido al equipo y que superarán la suspensión.
Durante su cuarta temporada, el 1 de febrero de 2021, alcanzó su récord personal hasta ese momento, al anotar 36 puntos ante Miami Heat.
El 3 de agosto de 2021 fichó como agente libre por Los Angeles Lakers.
El 30 de junio de 2022, firma un contrato por dos años y $19 millones con Sacramento Kings.
El 24 de febrero de 2023, consigue su mejor marca anotadora con 45 puntos ante Los Angeles Clippers.
El 20 de junio de 2024 renueva con los Kings, con un contrato de cuatro años y $78 millones.

## Estadísticas de su carrera en la NBA

### Temporada regular
| Año     | Equipo      | PJ  | PT | MPP  | %TC  | %3P  | %TL  | RPP | APP | ROB | TPP | PPP  |
| ------- | ----------- | --- | -- | ---- | ---- | ---- | ---- | --- | --- | --- | --- | ---- |
| 2017-18 | Charlotte   | 63  | 0  | 13.5 | .360 | .342 | .842 | 1.0 | 1.4 | .3  | .1  | 6.7  |
| 2018-19 | Charlotte   | 73  | 0  | 17.2 | .387 | .330 | .882 | 1.9 | 1.6 | .5  | .3  | 8.9  |
| 2019-20 | Charlotte   | 55  | 1  | 21.3 | .434 | .284 | .820 | 2.9 | 2.1 | .5  | .3  | 10.3 |
| 2020-21 | Charlotte   | 42  | 0  | 20.9 | .434 | .401 | .819 | 2.4 | 2.1 | .5  | .1  | 11.7 |
| 2021-22 | L.A. Lakers | 76  | 37 | 28.1 | .473 | .391 | .795 | 3.4 | 2.9 | .8  | .4  | 13.8 |
| 2022-23 | Sacramento  | 77  | 0  | 22.3 | .448 | .359 | .889 | 2.6 | 3.9 | .6  | .3  | 13.5 |
| 2023-24 | Sacramento  | 72  | 0  | 26.0 | .443 | .350 | .829 | 2.9 | 5.1 | .6  | .5  | 15.4 |
| 2024-25 | Sacramento  | 65  | 45 | 31.6 | .439 | .325 | .865 | 3.8 | 5.6 | .9  | .6  | 17.2 |
| Total   | Total       | 523 | 83 | 22.8 | .434 | .350 | .848 | 2.6 | 3.2 | .6  | .3  | 12.3 |

### Playoffs
| Año   | Equipo     | PJ | PT | MPP  | %TC  | %3P  | %TL  | RPP | APP | ROB | TPP | PPP  |
| ----- | ---------- | -- | -- | ---- | ---- | ---- | ---- | --- | --- | --- | --- | ---- |
| 2023  | Sacramento | 7  | 0  | 29.3 | .409 | .333 | .898 | 5.4 | 3.6 | .7  | .4  | 19.0 |
| Total | Total      | 7  | 0  | 29.3 | .409 | .333 | .898 | 5.4 | 3.6 | .7  | .4  | 19.0 |

## Vida personal
Monk es hijo de Jackie Monk y Michael Scales, y es hermano pequeño del jugador de fútbol americano Marcus Monk.